# Matheus Nunes
Pour les articles homonymes, voir Nunes.
Matheus Luiz Nunes dit Matheus Nunes, né le 27 août 1998 à Rio de Janeiro au Brésil, est un footballeur international portugais qui joue au poste de milieu de terrain ou de latéral à Manchester City.

## Biographie
Matheus est né à Rio de Janeiro. À l'âge de 13 ans avec sa mère, Catia Nunes, brésilienne et son beau-père portugais, ils déménagent au Portugal. Il débute dans le club de Ericeirense, issu de la quatrième division nationale, alors que, parallèlement, il travaillait comme boulanger, dans la boulangerie familiale, alternant entre ces deux routines, jusqu'en 2018, date à laquelle il a été embauché par Estoril,.

### En club

#### Débuts professionnels
En 2018, à l'âge de 20 ans, il commence sa carrière au GD Estoril Praia, club de deuxième division portugaise. Il est d'abord intégré dans l'équipe des moins de 23 ans, puis dans l'équipe des seniors, alternant entre les deux tout au long de la saison. Il joue son premier match le 14 octobre 2018 contre le Varzim SC, en championnat. Il est titularisé et les deux équipes se neutralisent (2-2).

#### Sporting CP
Après seulement huit matchs dans l'équipe première d'Estoril, le 29 janvier 2019, il s'engage avec l'un des clubs les plus importants du Portugal, le Sporting CP pour 500 000 euros a été officialisée, signant un contrat de cinq saisons et demie, avec une clause libératoire de 45 millions d'euros,.
Il est dans un premier temps intégré à l'équipe réserve. Le 4 juin 2020, il joue son premier match avec l'équipe première lors d'une rencontre de Liga NOS face au Vitória de Guimarães où il est titularisé (2-2 score final). Il joue son premier match de coupe d'Europe le 24 septembre 2020, lors d'une rencontre qualificative pour la phase de groupe de la Ligue Europa contre l'Aberdeen FC. Il est titularisé ce jour-là et son équipe s'impose par un but à zéro, sur une réalisation de Tiago Tomás. De par ses performances de hautes qualité, Matheus est désormais surnommé São Matheus (Saint Mathieu) par les fans du Sporting où il a joué au centre mais aussi en défense et en attaque.
Le 23 octobre 2020, Matheus renouvelle son contrat avec le Sporting jusqu'en juin 2025, en plus d'augmenter sa clause libératoire de 45 à 60 millions d'euros et de toucher une amélioration de salaire. Le Sporting a également confirmé avoir acquis 100 % du pass du joueur pour 450 000 euros, avant que le club n'en détienne 50 %, Estoril ayant l'autre moitié. Matheus Nunes devient le septième joueur le plus valorisé de l’effectif du Sporting.
Il marque son premier but pour le Sporting le 2 janvier 2021, lors d'une victoire 2-0 contre le SC Braga pour le 12e tour de la Primeira Liga. Le 2 février, il inscrit le but vainqueur du 1-0 à la 46e minute de la deuxième mi-temps, contre Benfica, valable pour le 16e tour de la Primeira Liga. Il est de plus élu homme du match.
Au premier tour de la Ligue des champions 2021-2022, il fournit une passe décisive à Paulinho pour marquer le seul but du Sporting lors d'une défaite 5-1 contre l' Ajax. Le 2 octobre, il marque l'un des buts des Lions lors de la victoire 2-1 contre Arouca, au 8e tour de la Primeira Liga.
Il dispute plus de 50 matchs au cours de la saison, étant l'un des points forts des Lions et suscitant l'intérêt d'autres clubs, ayant de plus été sélectionné dans l'équipe Primeira Liga de l'année. Il a disputé 89 matches toutes compétitions confondues (7 buts, 8 passes décisives) lors des deux dernières saisons avec les Lions,.
En 2022, il joue ses deux derniers matchs avec le Sporting en championnat, marquant son dernier but pour le Sporting le 18 aout 2022 face à Rio Ave lors d'une victoire 3-0.

#### Wolverhampton
Le 18 août 2022, il s'engage avec Wolverhampton, en Premier League pour un montant de transfert de 45M€ hors bonus.
Le 20 aout 2022, Matheus joue son premier match pour les Wolves face à Tottenham, en championnat. Il est titularisé et son équipe est battue (1-0 score final). Nunes inscrit son premier but pour les Wolves le 8 avril 2023, lors d'une rencontre de championnat face au Chelsea FC. Il donne la victoire à son équipe en étant l'unique buteur de la partie,.

## En sélection
En aout 2021, il est convoqué par Tite pour rejoindre l'équipe nationale brésilienne. Cependant, convoitisé par l'équipe nationale du Brésil mais aussi par celle du Portugal. Matheus ne s'est pas rendu à Granja Comary préférant jouer pour le Portugal. Etant natif de Rio de Janeiro et donc ayant la binationalité sportive il qualifie ce choix comme étant l'un des plus durs de sa carrière.

### Équipe nationale du Portugal
Après avoir refusé l'équipe nationale brésilienne, Nunes est convoqué pour la première fois par l'entraîneur Fernando Santos pour deux matchs avec l'équipe nationale portugaise : un match amical contre le Qatar et un match des éliminatoires de la Coupe du monde 2022 contre le Luxembourg, tous deux en octobre,.
Il a fait ses débuts pour l'équipe nationale lors de la victoire 3-0 contre le Qatar lors d'un match amical, le 09 octobre 2021. Le 24 mars 2022, lors des éliminatoires de la coupe du monde 2022, il entre en seconde période et marque le dernier but gagnant du Portugal lors de la victoire 3-1 contre la Turquie, après une passe de Rafael Leão. Matheus marque son premier but pour l'équipe nationale portugaise,.
Le 20 mai 2022, Nunes était l'un des 26 appelés à représenter le Portugal dans la Ligue des Nations, lors de matchs contre l'Espagne, la Suisse et la Tchéquie.
Le 10 novembre 2022, il est sélectionné par Fernando Santos pour participer à la Coupe du monde 2022.
Le 28 novembre 2022, Matheus joue ses premières minutes en Coupe du monde au Qatar rentrant à la 82e minute face à l'Uruguay (victoire 2-0). Le 2 décembre, Matheus joue son premier match titulaire de la Coupe du monde 2022 au Qatar face à la Corée du Sud (défaite 2-1). Malgré la défaite, le Portugal se qualifie pour les huitièmes de finale.
En mai 2024, il fait partie de la liste des 26 joueurs convoqués par Roberto Martinez pour disputer l'Euro 2024 .
| N° | Date         | Lieu                                | Adversaire | Score | Résultat |                                              |
| -- | ------------ | ----------------------------------- | ---------- | ----- | -------- | -------------------------------------------- |
| 1  | 24 mars 2022 | Stade du Dragon, Porto, Portugal    | Turquie    | 3-1   | 3-1      | Eliminatoires de la Coupe du monde FIFA 2022 |
| 2  | 21 mars 2024 | Stade D.-Afonso-Henriques, Portugal | Suède      | 2-0   | 5-2      | Amical                                       |

## Statistiques
| Saison                | Club                    | Championnat           | Championnat | Championnat | Championnat | Coupe nationale | Coupe nationale | Coupe nationale | Coupe de la Ligue | Coupe de la Ligue | Coupe de la Ligue | Supercoupe | Supercoupe | Supercoupe | Compétition(s) continentale(s) | Compétition(s) continentale(s) | Compétition(s) continentale(s) | Compétition(s) continentale(s) | Coupe du monde des clubs | Coupe du monde des clubs | Coupe du monde des clubs | Total | Total | Total |
| Saison                | Club                    | Division              | M.          | B.          | P.d.        | M.              | B.              | P.d.            | M.                | B.                | P.d.              | M.         | B.         | P.d.       | Comp.                          | M.                             | B.                             | P.d.                           | M.                       | B.                       | P.d.                     | M.    | B.    | P.d.  |
| 2018-2019             | GD Estoril-Praia        | Liga Portugal 2       | 6           | 0           | 0           | -               | -               | -               | 2                 | 0                 | 0                 | -          | -          | -          | -                              | -                              | -                              | -                              | -                        | -                        | -                        | 8     | 0     | 0     |
| 2019-2020             | Sporting CP             | Primeira Liga         | 10          | 0           | 0           | -               | -               | -               | -                 | -                 | -                 | -          | -          | -          | -                              | -                              | -                              | -                              | -                        | -                        | -                        | 10    | 0     | 0     |
| 2020-2021             | Sporting CP             | Primeira Liga         | 31          | 3           | 2           | 3               | 0               | 1               | 3                 | 0                 | 0                 | -          | -          | -          | C3                             | 2                              | 0                              | 0                              | -                        | -                        | -                        | 39    | 3     | 3     |
| 2021-2022             | Sporting CP             | Primeira Liga         | 33          | 3           | 2           | 6               | 1               | 0               | 4                 | 0                 | 0                 | 1          | 0          | 1          | C1                             | 6                              | 0                              | 2                              | -                        | -                        | -                        | 50    | 4     | 5     |
| 2022-2023             | Sporting CP             | Primeira Liga         | 2           | 1           | 1           | -               | -               | -               | -                 | -                 | -                 | -          | -          | -          | C1                             | -                              | -                              | -                              | -                        | -                        | -                        | 2     | 1     | 1     |
| Sous-total            | Sous-total              | Sous-total            | 76          | 7           | 5           | 9               | 1               | 1               | 7                 | 0                 | 0                 | 1          | 0          | 1          | -                              | 8                              | 0                              | 2                              | -                        | -                        | -                        | 101   | 8     | 9     |
| 2022-2023             | Wolverhampton Wanderers | Premier League        | 34          | 1           | 1           | 2               | 0               | 0               | 3                 | 0                 | 0                 | -          | -          | -          | -                              | -                              | -                              | -                              | -                        | -                        | -                        | 39    | 1     | 1     |
| 2023-2024             | Wolverhampton Wanderers | Premier League        | 2           | 0           | 0           | -               | -               | -               | -                 | -                 | -                 | -          | -          | -          | -                              | -                              | -                              | -                              | -                        | -                        | -                        | 2     | 0     | 0     |
| Sous-total            | Sous-total              | Sous-total            | 36          | 1           | 1           | 2               | 0               | 0               | 3                 | 0                 | 0                 | -          | -          | -          | -                              | -                              | -                              | -                              | -                        | -                        | -                        | 41    | 1     | 1     |
| 2023-2024             | Manchester City         | Premier League        | 17          | 0           | 2           | 2               | 0               | 0               | 1                 | 0                 | 0                 | -          | -          | -          | C1                             | 7                              | 0                              | 2                              | 2                        | 0                        | 2                        | 29    | 0     | 6     |
| 2024-2025             | Manchester City         | Premier League        | 26          | 1           | 6           | 3               | 0               | 1               | 2                 | 2                 | 0                 | 1          | 0          | 0          | C1                             | 7                              | 1                              | 3                              | 4                        | 0                        | 1                        | 43    | 4     | 11    |
| 2025-2026             | Manchester City         | Premier League        | 1           | 0           | 0           | 0               | 0               | 0               | 0                 | 0                 | 0                 | -          | -          | -          | C1                             | 0                              | 0                              | 0                              | -                        | -                        | -                        | 1     | 0     | 0     |
| Sous-total            | Sous-total              | Sous-total            | 44          | 1           | 8           | 5               | 0               | 1               | 3                 | 2                 | 0                 | 1          | 0          | 0          | -                              | 14                             | 1                              | 5                              | 6                        | 0                        | 3                        | 73    | 4     | 17    |
| Total sur la carrière | Total sur la carrière   | Total sur la carrière | 162         | 9           | 14          | 15              | 1               | 2               | 15                | 2                 | 0                 | 2          | 0          | 1          | -                              | 21                             | 1                              | 7                              | 6                        | 0                        | 3                        | 221   | 13    | 27    |

## Palmarès
| Sporting CP (4) | Manchester City (3) |
| --- | --- |
| - Championnat du Portugal (1) : - Vainqueur : 2021. - Vice-champion : 2022. Coupe de la Ligue (2) : - Vainqueur : 2021 et 2022. - Supercoupe du Portugal (1) - Vainqueur : 2021. | - Coupe du monde des clubs de la FIFA (1) : - Vainqueur : 2023 - Premier League (1) : - Champion : 2024 - Community Shield (1) : - Vainqueur : 2024. - Coupe d'Angleterre - Finaliste : 2025 |